# Baba Kush
Baba Kush ist ein Coming-of-Age-Drama und das Spielfilmdebüt von Regisseur Leon Kluth. Der Film spielt fast ausschließlich in einer Telefonzelle und erzählt die Geschichte von zwei Teenagern, die beim Hotboxen von einer Polizeistreife überrascht werden. Das Kammerspiel feierte im Oktober 2024 auf den 58. Internationalen Hofer Filmtagen seine Premiere und ist für den New Faces Award der Bunte in der Kategorie Bester Debütfilm nominiert.

## Handlung
Am Tag seiner letzten Abiklausur läuft der Vorzeige-Schüler Max seinem alten Freund und ehemaligen Klassenkameraden Uli über den Weg. Die beiden haben sich länger nicht gesehen und ziehen abends gemeinsam um die Häuser. Sie entdecken eine einsame Telefonzelle und beschließen kurzerhand, darin zu hotboxen.
Kaum brennt der Joint, als wie aus dem Nichts eine Polizeistreife auftaucht. Panisch verbarrikadieren sich die beiden Jungs und sind in der Telefonzelle gefangen. Die Beamten denken gar nicht daran, zu verschwinden, lauern vor der Zelle und fordern Verstärkung an. Max und Uli sind gezwungen, die Nacht auf engstem Raum zu verbringen.
Bald kommen lang angestaute Verletzungen, Vorwürfe und Enttäuschungen zur Sprache. Und im Laufe der Nacht wird den beiden klar, dass sie eigentlich keine Freunde mehr sind.

## Produktion
Regie führte Leon Kluth, der auch das Drehbuch schrieb und den Filmschnitt übernahm. Es handelt sich nach mehreren Kurzfilmen um sein Spielfilmdebüt. Die Uraufführung erfolgte am 23. Oktober 2024 auf den 58. Internationalen Hofer Filmtagen.
Der Film wurde unabhängig produziert und ohne Filmförderung finanziert. Kein Mitglied des Filmteams hat eine Filmhochschule besucht. Gedreht wurde der Film im Spätsommer und Winter 2022 an insgesamt 14 Drehtagen in Köln und Hürth.
Baba Kush ist für den Nachwuchspreis New Faces Award der Zeitschrift Bunte in der Kategorie Bester Debütfilm nominiert.

## Kritik
Robert Ide schreibt in seiner Tagesspiegel-Kolumne zur Berlinale über den Film: „‚Wer hat denn Deine Turnschuhe bezahlt, oder Dein Handy?‘ Uli starrt seinen Kumpel Max wütend an. ‚Alter, hast Du einen Tag in Deinem Leben gearbeitet für Geld?‘ Danach streiten sie weiter, versöhnen, boxen, umarmen sich – zwei Schulkumpels, die längst in verschiedenen Welten leben, nun aber in einer Telefonzelle eingesperrt sind, die von der Polizei umstellt ist. Baba Kush ist ein schöner Film.“
Im kinokino-Beitrag des Bayerischen Rundfunks über die 58. Internationalen Hofer Filmtage wird Baba Kush rezensiert: „Der enge Raum bietet Platz für tiefergehenden Talk. Max, der brave Sohn mit Abitur, möchte sich vom unsteten Uli nicht belehren lassen. Baba Kush, benannt nach einer Cannabis-Sorte, tut nicht nur jung, sondern ist es wirklich […]. Komödie, Drama – ein wunderbarer Do-it-yourself-Film.“
Die Frankenpost berichtet über die Premiere des Films in Hof: „Baba Kush befasst sich mit Freundschaft, Familie und Selbstwahrnehmung – und geht dabei überraschend tief.“